# Polska Konfederacja – Godność i Praca

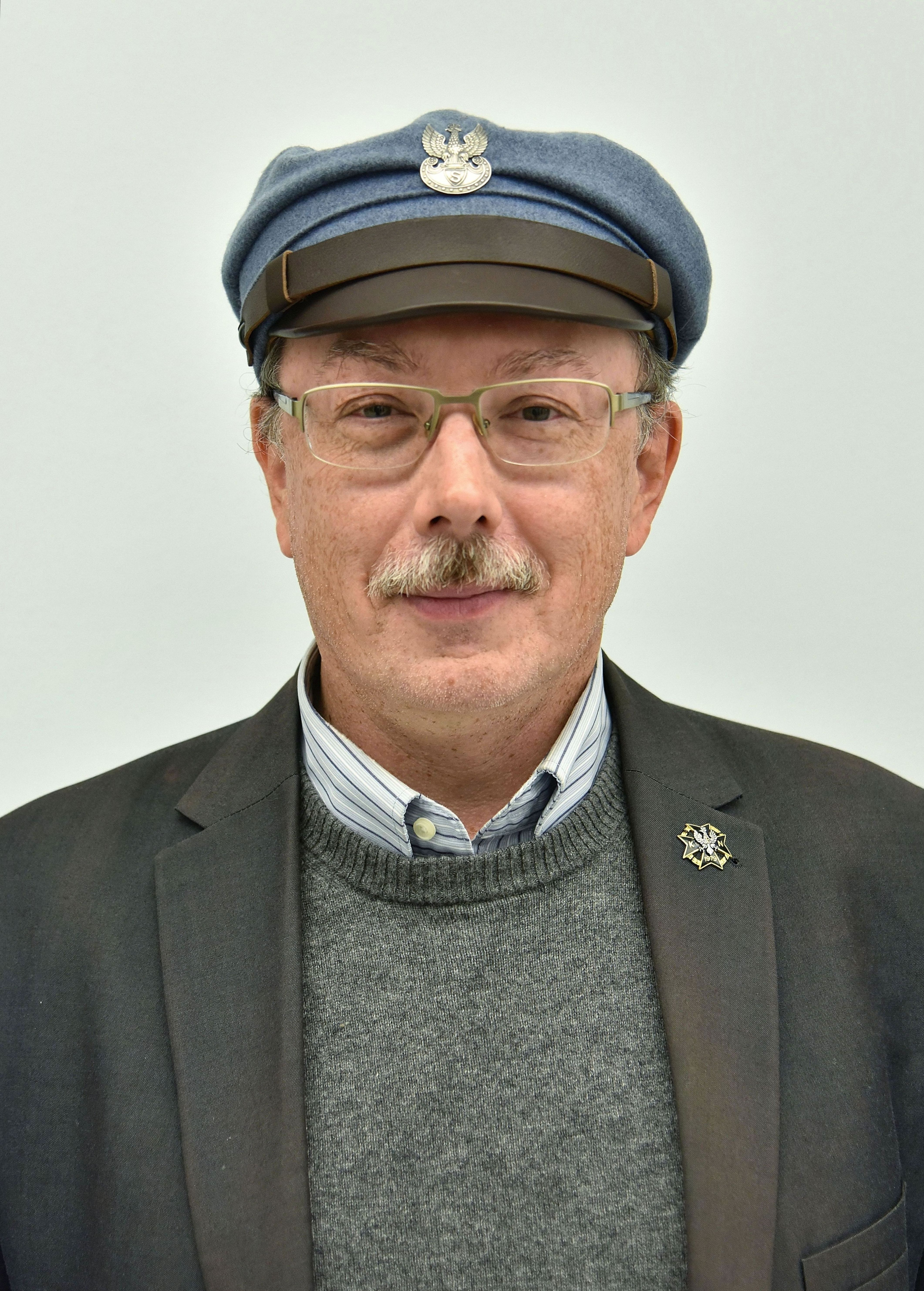
Lider ugrupowania Adam Słomka

Polska Konfederacja – Godność i Praca – koalicyjna partia polityczna działająca w Polsce, utworzona 4 czerwca 2005 (zarejestrowana 27 lipca 2005). Określała się jako lewicowo-patriotyczna. Wzięła udział w wyborach parlamentarnych w 2005, uzyskując 0,07% głosów. Przedstawiciele ugrupowania na konwencji w Częstochowie postanowili wystawić własnego kandydata na prezydenta RP w osobie Adama Słomki (zajął on ostatnie, 12. miejsce, z poparciem 0,06%).
Oprócz Adama Słomki liderami ugrupowania byli: Elżbieta Postulka, Miron Bryk, Tadeusz Bielawski oraz Zygmunt Miernik.
Polską Konfederację – Godność i Praca współtworzyły:
- Konfederacja Polski Niepodległej – Obóz Patriotyczny,
- Ruch Obrony Bezrobotnych,
- Krajowa Wspólnota Emerytów, Rencistów i Kombatantów,
- Porozumienie Organizacji Niepodległościowych,
- Forum Przedsiębiorców Polskich,
- Stronnictwo Polska Racja Stanu

oraz kilkanaście innych organizacji.
Polska Konfederacja – Godność i Praca posiadała swój organ prasowy, którym było czasopismo „Konfederat”.
Partia została wyrejestrowana 27 lipca 2007.